# Nerkin Shorzha
Nerkin Shorzha (en arménien Ներքին Շորժա) est une communauté rurale du marz de Gegharkunik, en Arménie. Elle compte 121 habitants en 2008.